# Mairano
Mairano là một đô thị thuộc tỉnh Brescia trong vùng Lombardia ở Ý. Đô thị này có diện tích 11 km², dân số 2412 người.
Đô thị này giáp với các đô thị sau: Azzano Mella, Brandico, Dello, Lograto, Longhena, Maclodio.